# ليون قسطنطين
ليون قسطنطين (بالإنجليزية: Leon Constantine)‏ (24 فبراير 1978 في المملكة المتحدة - ) هو لاعب كرة قدم بريطاني في مركز الهجوم. لعب مع أولدهام أثلتيك وبورت فايل وليدز يونايتد ونادي بارتيك ثيسل ونادي برينتفورد ونادي بيتربورو يونايتد ونادي توركي يونايتد ونادي ساوثيند يونايتد ونادي ليتون أورينت ونادي ليويس ونادي ميلوول ونادي نورثامبتون تاون ونادي هيرفورد ونادي يورك سيتي وEdgware & Kingsbury F.C. ‏ وبرينتري تاون ونادي تشيلتنهام تاون لكرة القدم وتوتنغ ومتشام يونياتد ‏ ونادي بوسطن يونايتد.

## وصلات خارجية
- ليون قسطنطين على موقع قاعدة بيانات كرة القدم.إي يو (الإنجليزية)
- ليون قسطنطين على موقع Soccerbase.com (لاعب) (الإنجليزية)